# Shahid-e Hasas (distrikt)
Shahid-e Hasas är ett distrikt i Afghanistan. Det ligger i provinsen Uruzgan, i den centrala delen av landet, 400 kilometer sydväst om huvudstaden Kabul. Administrativ huvudort är Shahid-e Hasas.
Distriktet beräknades år 2022 ha cirka 69 000 invånare.